# برستوواتس (بوینیک)
برستوواتس (به صربی: Brestovac) یک روستا در صربستان است که در بوینیک واقع شده‌است. برستوواتس ۲۷۶ نفر جمعیت دارد.